# 金亨七
金亨七（韩语：／ Gim Hyeong-chil，1959年7月1日—2006年12月7日），韓國馬術越野賽選手，生于光州，2006年在多哈亚运会马术比赛中坠马身亡。
有過1988年和2004年兩屆夏季奧林匹克運動會的參賽經驗，也曾在2002年亞洲運動會的馬術障礙項目為韓國奪下了銀牌。

## 意外身亡
金亨七在2006年12月7日進行的2006年亞洲運動會馬術越野賽項目中在跨越第八个障礙翻越障礙時意外落馬，被其馬匹“黑色班达堡”壓中頸部，導致顱骨粉碎性骨折，送往哈馬德醫院後不治身亡，享年47歲，成為亞洲運動會史上首位意外身亡的运动員，此次意外也使得韓國亞運代表团退岀多哈亞運會所有馬術比賽。
12月8日，多哈亚组委在技术报告中称，金亨七的坠马身亡纯属意外事故，与天气、场地等并无直接关系，但此后一名不愿透露姓名的赛事监管曾表示事发时2号到10号障碍处积水非常严重，且多哈越野赛道按无雨标准建造，用沙掺有凡士林和石棉布等材料，会令沙子锁水，但干旱少雨的多哈在亚运会期间遭遇42年不遇的大雨，导致场地泥泞。
事後亞組委向金亨七授予一面紀念性的亞運金牌，以示哀悼。金亨七於12月13日安葬於南韓的國立首爾顯忠院的忠魂堂，是第4位安葬於國家公墓的運動員。金亨七的坐骑“黑色班达堡”原计划被实施安乐死，但相关计划最终取消，这匹马在恢复治疗后返回韩国京畿道龍仁市金安会马场，直至自然死亡。

## 外部連結
- bbc.co.uk （页面存档备份，存于）
- 多哈2006參賽者資料 （页面存档备份，存于）
- aljazeera.net （页面存档备份，存于）
- foxsports.com
- 新浪網 （页面存档备份，存于）